# Jessica Gal
Jessica Gal (Ámsterdam, 6 de julio de 1971) es una deportista neerlandesa que compitió en judo. Ganó cuatro medallas de bronce en el Campeonato Mundial de Judo entre los años 1987 y 1999, y siete medallas en el Campeonato Europeo de Judo entre los años 1988 y 2000.
Su hermana Jenny también es judoka.

## Palmarés internacional
| Campeonato Mundial | Campeonato Mundial       | Campeonato Mundial | Campeonato Mundial |
| Año                | Lugar                    | Medalla            | Categoría          |
| ------------------ | ------------------------ | ------------------ | ------------------ |
| 1987               | Essen (RFA)              | Medalla de bronce  | –48 kg             |
| 1989               | Belgrado (Yugoslavia)    | Medalla de bronce  | –48 kg             |
| 1993               | Hamilton (Canadá)        | Medalla de bronce  | –56 kg             |
| 1999               | Birmingham (Reino Unido) | Medalla de bronce  | –57 kg             |
| Campeonato Europeo |                          |                    |                    |
| Año                | Lugar                    | Medalla            | Categoría          |
| 1988               | Pamplona (España)        | Medalla de oro     | –48 kg             |
| 1991               | Praga (Checoslovaquia)   | Medalla de oro     | –52 kg             |
| 1992               | París (Francia)          | Medalla de plata   | –52 kg             |
| 1994               | Gdańsk (Polonia)         | Medalla de oro     | –56 kg             |
| 1995               | Birmingham (Reino Unido) | Medalla de bronce  | –56 kg             |
| 1996               | La Haya (Países Bajos)   | Medalla de oro     | –56 kg             |
| 2000               | Breslavia (Polonia)      | Medalla de bronce  | –57 kg             |